# بلغرا

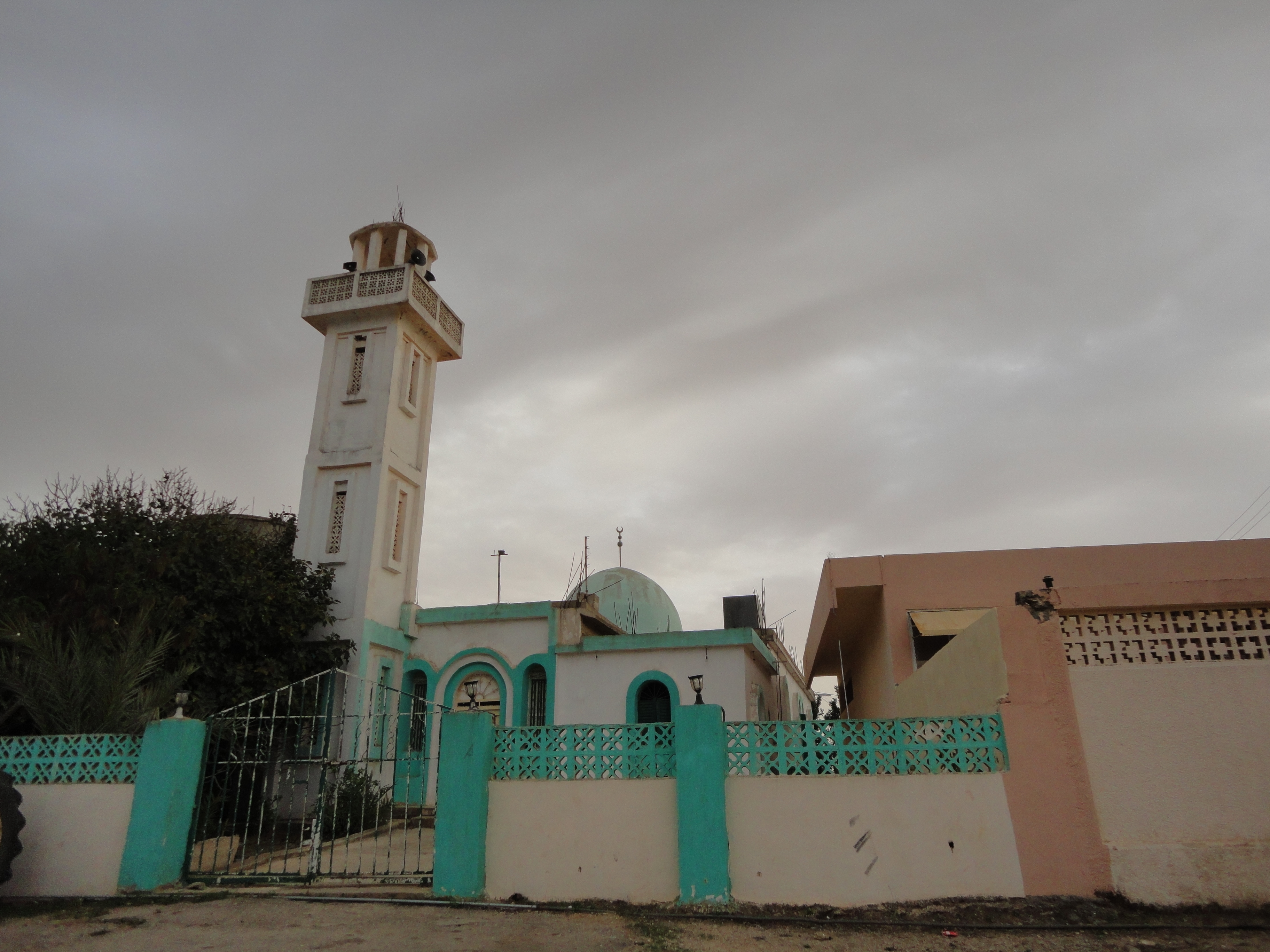
مسجد بلغرا

بلغرا هي إحدى مناطق مدينة البيضاء في ليبيا وتقع جنوب غرب وسط المدينة بحوالي 5 كم وهي تتبع محافظتها وتشتهر بلغرا بالزارعة والمياه العذبة، وتعتبر من المناطق القديمة حيث يرجع تاريخيها إلي العصور الاغريقية وكانت تعرف باسم بلدة بلاغراي، كما تعتبر من مناطق البيضاء المهمة حيث يوجد بها جامعة عمر المختار.

## مواضيع ذات علاقة
- الجبل الأخضر
- محافظتها
- مدينة البيضاء